# Courcelles-sous-Thoix

Courcelles-sous-Thoix este o comună în departamentul Somme, Franța. În 1 ianuarie 2022 avea o populație de 66 de locuitori.